# August Bebel
August Bebel (Deutz, actual Colònia, Alemanya, 1840 - Passugg, Suïssa, 1913) fou un teòric i dirigent socialista marxista alemany.
Fill d'un militar prussià, esdevingué mestre torner de professió. El 1861 obrí un negoci propi a Leipzig i s'afilià a la societat local d'artesans. Ingressà a la I Internacional d'ençà la seva fundació el 1866. El 1867 fou elegit diputat al reichstag d'Alemanya del Nord. Participà el 1869 en el congrés d'Eisenach, on es fundà el Sozialdemokratische Arbeiterpartei (SDAP). Fou el líder de l'oposició socialista a la guerra francoprussiana. Per aquest motiu, fou acusat d'alta traïció i condemnat a dos anys de presó. El 1874 fou reelegit diputat per al Reichstag del ja format II Imperi alemany. El 1875 participà en el congrés de Gotha on es fundà el Sozialdemokratische Partei Deutschlands (SPD). A la mort de Wilhelm Liebknecht (1900) esdevingué secretari general de l'SPD. La seva política s'emmarcà en un forta oposició a la política militarista de Guillem II (exèrcit de lleva, flota de guerra i imperialisme alemany). El 1879 publica la seva obra La dona i el socialisme on defensava la igualtat de gènere.